# Anton Biedermann
Anton Biedermann, en hebreo: אנטון בידרמן‎, es un artista escultor israelita, nacido el 5 de diciembre de 1951 en Rumanía.

## Datos biográficos
Biderman nació en Rumanía, hijo de Ruth Radauti y Mark Biderman. Emigró a Israel en 1963 a la edad de 12 años. En un primer periodo, la familia se instaló en Beerseba, Rishon LeZion, y luego se establecieron en Hadera. 
En 1969 Biderman terminó la escuela secundaria. Ingresó en el ejército israelí en febrero de 1970 y sirvió hasta 1975. Mientras trabajaba en el turno de noche, asistió a la Escuela de Pintura de Tel Aviv, dirigido por el fundador de la escuela el pintor Arie Mrgoshilsky (esta escuela más tarde se convirtió en la Facultad de Artes Kalisher), y estudió allí durante cuatro años. Biedermann expuso su obra y en la década de 1980 obtuvo notoriedad. 
Biderman estuvo dedicado a la enseñanza del arte. De 1980 a 1993 se desempeñó como profesor de arte en la Escuela de Pintura en Tel Aviv, de 1995 a 2004 fue profesor de arte en el Centro de Arte Givat Haviva; de 1997 a 2010 fue profesor de arte en el Instituto de Arte Esperanza. Desde 1993 hasta 2010 fue director, comisario y profesor de arte en la Escuela Studio Artist y artista de Art Gallery en Hadera.
El trabajo de Biderman se caracteriza por esculturas monumentales en todo el país, retratos y grandes series como "memoria cultural "," Thanatos "," mandalas " y más. 